# Альпійський степ Центрального Тибету
Альпійський степ Центрального Тибету (ідентифікатор WWF: PA1002) — палеарктичний екорегіон гірських луків та чагарників, розташований в центральній частині Тибетського нагір'я в Китаї. 

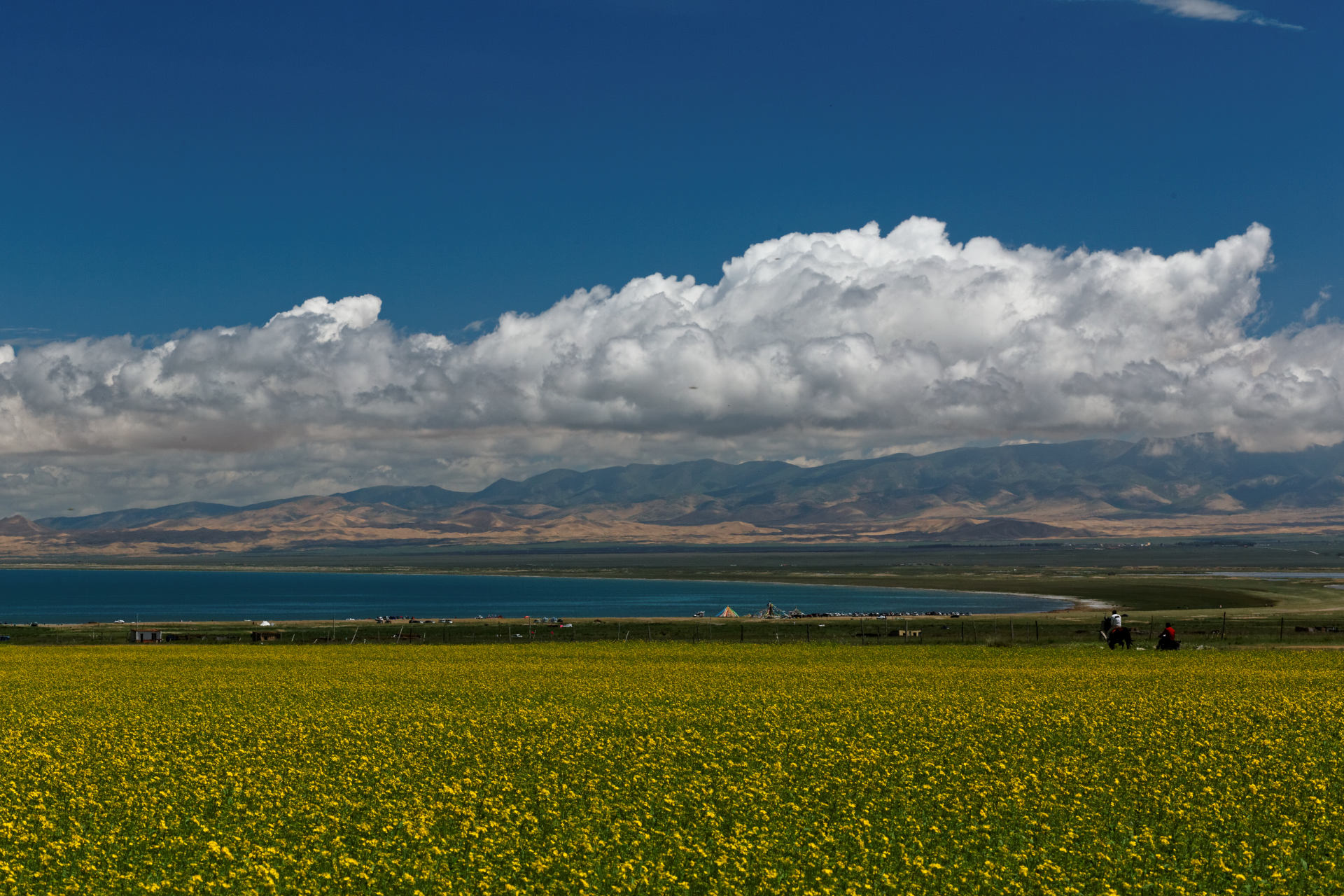
Ріпакове поле на узбережжі Кукунору

## Географія
Екорегіон альпійського степу Центрального Тибету простягається більш ніж на 1600 км від південного Чангтану на північний схід до басейна озера Кукунор. Чангтан — це високогірне плато, яке піднялося раніше, ніж решта Тибетського плато, і не було охоплене плейстоценовим зледенінням, на відміну від інших місць в Гімалаях, розташованих на подібній висоті. Воно представлене горбистими рівнинами, розташованими переважно на висоті 5000-6000 м над рівнем моря, по яким розкидані численні безстічні солонуваті озера. Протягом голоцену ці льодовикові озера поступово втрачали воду через випаровування, і наразі рівень води в них подекуди є на 200 м нижчим, ніж тисячі років раніше. Озеро Кукунор, розташоване в Цинхаї, є найбільшим озером Китаю. Його площа станом на 2008 рік становила 4317 км², а найбільша глибина — 25,5 м.
На півночі екорегіон переходить у більш холодну та суху, майже безплідну альпійську пустелю Північного Тибету та Куньлуню, а на південному сході — у більш вологий екорегіон альпійських чагарників та луків Тибету.

## Клімат
В межах екорегіону переважає холодний, сухий і вітряний альпійський клімат (ET за класифікацією кліматів Кеппена), коли принаймні один місяць в році має середню температуру вище 0 °C, достатню для танення снігу, однак середня температура найтеплішого з місяців не перевищує 10 °C. На більшій частині екорегіону поширена багаторічна мерзлота. Середньорічна кількість опадів в екорегіоні зменшується з південного сходу на північний захід, від 400 до 200 мм. Середня температура в регіоні також зменшується в цьому ж напрямку.

## Флора
Рослинний покрив екорегіону є значно розрідженим і поширений менш ніж на 20 % території. Види рослин, що зустрічаються в регіоні, пристосовані до його суворих високогірних умов, зокрема до короткого вегетаційного періоду, постійних вітрів, значного випаровування та інтенсивного сонячного випромінювання.
Основними рослинними угрупованнями екорегіону є низькотравні альпійські степи, де переважає пурпурова ковила (Stipa purpurea). Зі зміною клімату з південного сходу на північний захід в регіоні змінюються домінуючі види рослин. Такими видами, що послідовно змінюють один одного, є карликова кобрезія (Kobresia pygmaea) (дерноутворююча осока), пурпурова ковила (Stipa purpurea) (трава, що утворює розріджений ґрунтовий покрив), осока Муркрофта (Carex moorcroftii) та сірий білолізник (Krascheninnikovia ceratoides) (подушкоподібна трава). Пурпурова ковила та осока Муркрофта охоплюють найбільшу територію, причому осока зазвичай замінює ковилу на більших висотах. Загалом, ковила забезпечує кращий корм, ніж осока, тому існує певна кореляція між поширенням рослинних угруповань та копитних тварин. Основу луків, поширених на пологих схилах басейна озера Кукунор, складають кобрезії (Kobresia) та різноманітні трави. Ці луки є більш густими, ніж осоково-ковилові степи Чангтану.
Серед скель регіону ростуть подушкоподібні рослини та різнотрав'я, зокрема мохолисті пісочники (Eremogone bryophylla), дернисті тілакоспермуми (Thylacospermum caespitosum), різні види білотки (Leontopodium) та гіркого кореня (Saussurea). У високогір'ях, де випадає більше опадів і дмуть сильні вітри, угруповання подушкоподібних рослин є більш щільними та мають більше видове різноманіття, тоді як у більш сухих місцевостях домінує лише один вид — сірий білолізник (Krascheninnikovia ceratoides). У низьких районах зустрічаються карликові чагарники, зокрема тибетська аянія (Ajania tibetica) та чагарниковий перстач (Dasiphora fruticosa), а також трав'янисті бобові рослини, зокрема астрагали (Astragalus), горобинці (Oxytropis) та термопсиси (Thermopsis). Дерева на більшій частині екорегіону відсутні.

## Фауна
Серед поширених в екорегіоні ссавців слід відзначити біломордого оленя (Cervus albirostris), тибетського дзерена (Procapra picticaudata), тибетську чіру (Pantholops hodgsonii), блакитного нахура або бхарала (Pseudois nayaur), архара (Ovis ammon hodgsoni), кіанга (Equus kiang), рудочереву кабаргу (Moschus chrysogaster), кучерявого зайця (Lepus oiostolus), гімалайського бабака (Marmota himalayana), чорногубу пискуху (Ochotona curzoniae) та довговуху пискуху (Ochotona macrotis). Серед хижих ссавців регіону слід відзначити тибетського бурого ведмедя (Ursus arctos pruinosus), тибетського вовка (Canis lupus chanco), звичайну лисицю (Vulpes vulpes), тибетську лисицю (Vulpes ferrilata), манула (Otocolobus manul), китайського кота (Felis bieti), тибетську рись (Lynx lynx isabellinus) та снігового барса (Panthera uncia). Раніше в екорегіоні були поширені дикі яки (Bos mutus), однак внаслідок полювання вони зникли на більшій його частині. Дзерени Пржевальського (Procapra przewalskii) раніше також були широко поширені, однак наразі вони збереглися лише в басейні Кукунору. Цей вид перебуває під загрозою зникнення, а його популяція становить близько 1500 особин.
Серед поширених в екорегіоні птахів слід відзначити тибетського улара (Tetraogallus tibetanus), кремовогорлого кеклика (Alectoris chukar), скельного голуба (Columba rupestris), тибетську саджу (Syrrhaptes tibetanus), клушицю (Pyrrhocorax pyrrhocorax), звичайного крука (Corvus corax), пустельну кам'янку (Oenanthe deserti), тонкодзьобого жайворонка (Calandrella acutirostris), червоногорлу чечевицю (Carpodacus puniceus) та арчевого катуньчика (Leucosticte nemoricola). На березі озера Кукунор зустрічаються буроголові мартини (Chroicocephalus brunnicephalus), синьоногі чоботарі (Recurvirostra avosetta), чорношиї журавлі (Grus nigricollis) та гірські гуски (Anser indicus). На скелястих вершинах над озером утворюють значні гніздові колонії великі баклани (Phalacrocorax carbo).

## Збереження
Оцінка 2017 року показала, що 295 145 км², або 47 % екорегіону, є заповідними територіями. Природоохоронні території включають: Національний природний заповідник Чангтан, третій за площею природний заповідник у світі, Національний природний заповідник Саньцзян'юань та Природний заповідник Нян-Дао.